# Barfüßerkirche (Erfurt)

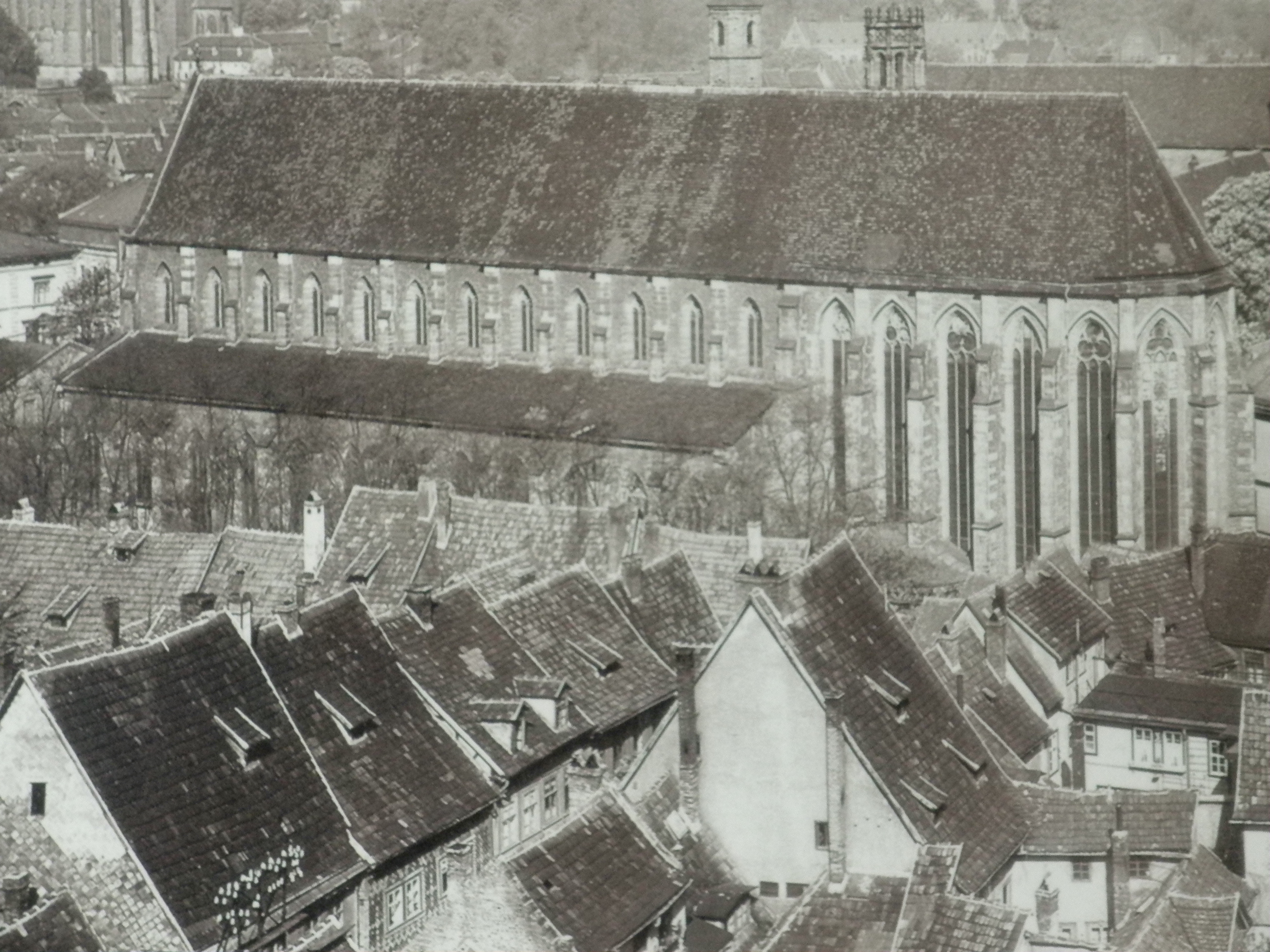
Barfüßerkirche und benachbarte Wohnbebauung vor der Zerstörung 1944

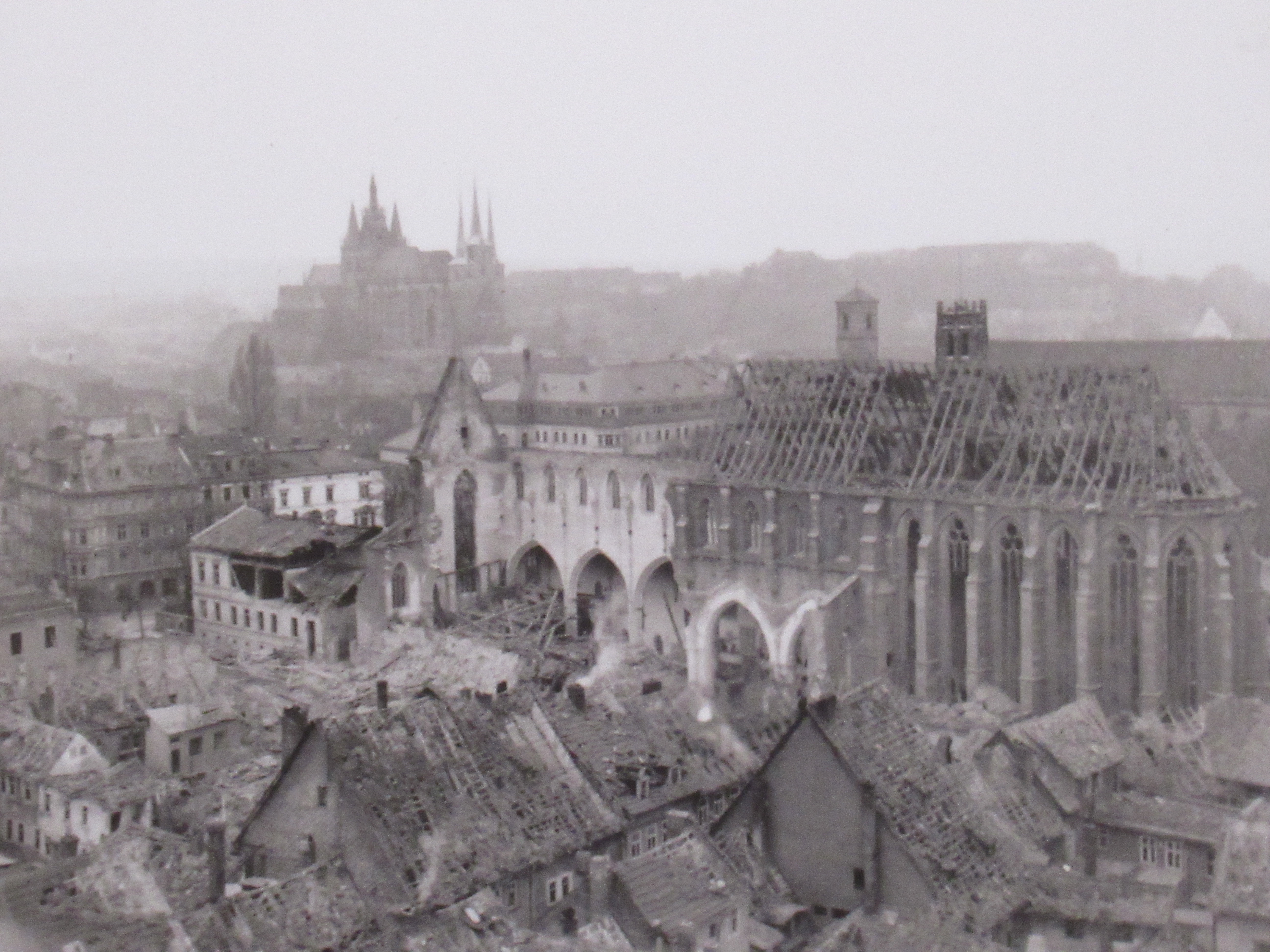
Barfüßerkirche und benachbarte Häuser nach Zerstörung 1944

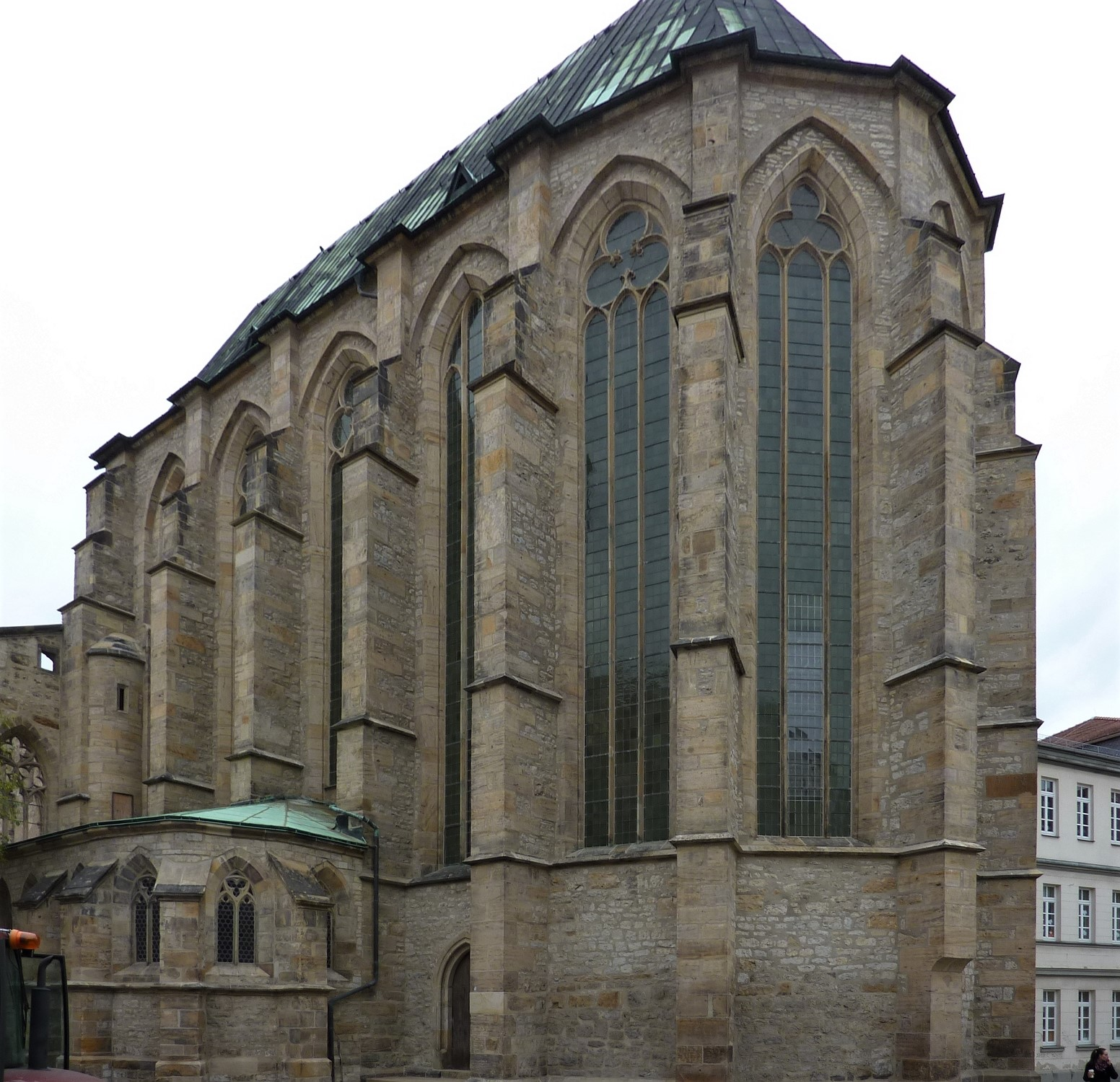
Barfüßerkirche, restaurierter Chorraum, 2007

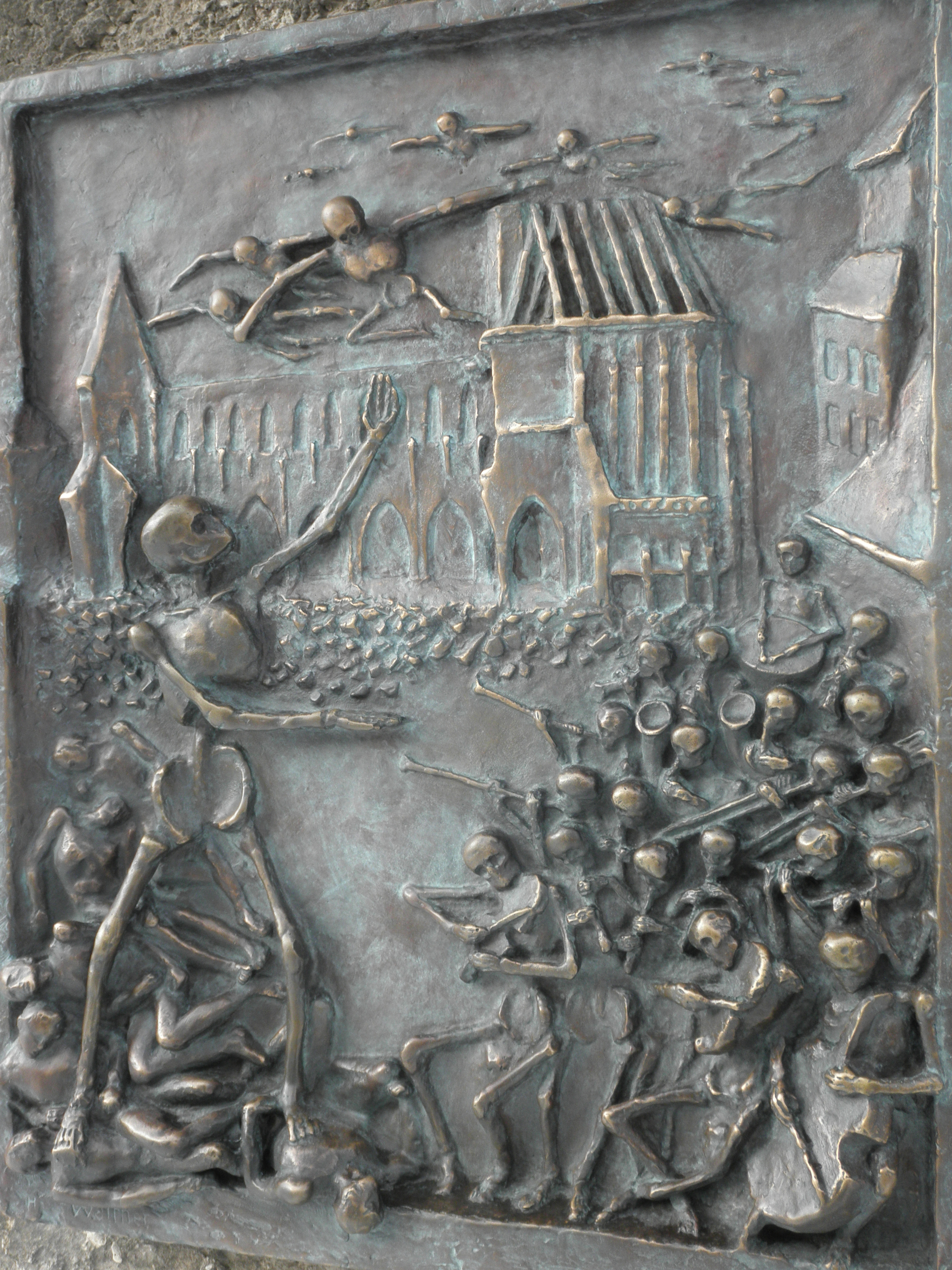
Bronzerelief Totentanz von Hans Walther 1947, seit 2012 an der Ruine angebracht

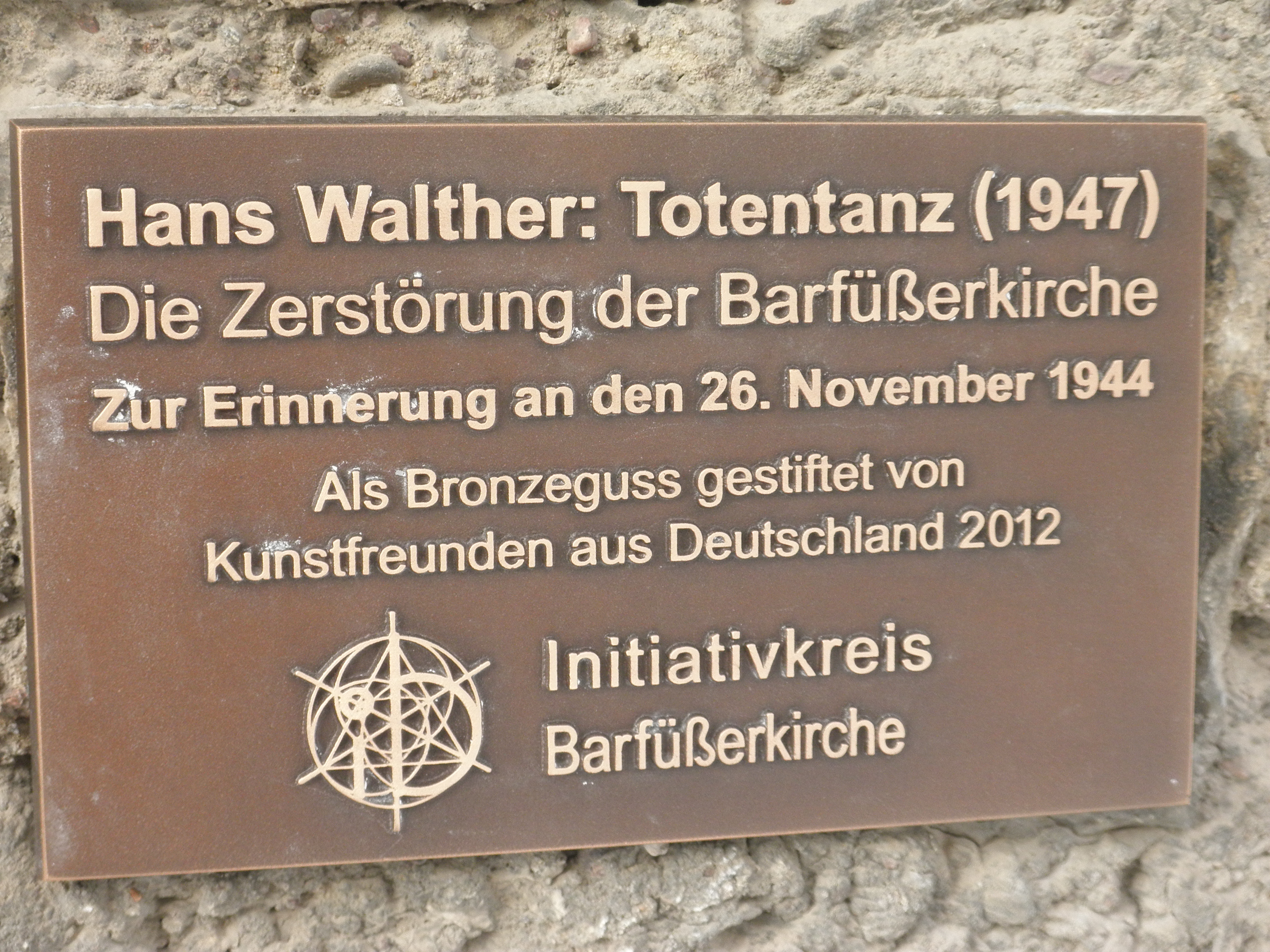
Erklärung zum Relief „Totentanz“ des Erfurter Bildhauers Hans Walther

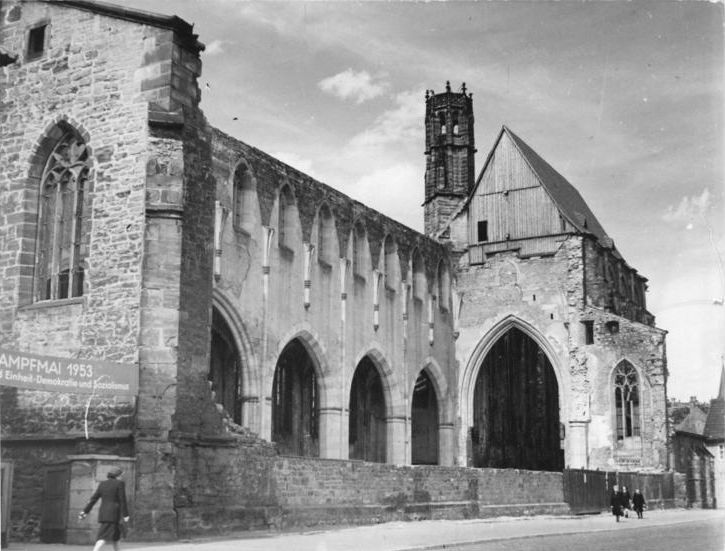
Ruine der Barfüßerkirche, 1953

Die Barfüßerkirche gehörte bis zu ihrer weitgehenden Zerstörung durch einen Bombenangriff im Jahre 1944 zu den bedeutendsten Kirchenbauten Erfurts und zu den schönsten Bettelordenskirchen Deutschlands. Sie entstand im 14. Jahrhundert als Klosterkirche der Franziskaner, die auch Barfüßer genannt wurden. Der in den 1950er-Jahren wiederhergestellte Chor steht im Stadtzentrum westlich der Schlösserbrücke am rechten Ufer des Breitstroms, einem Seitenarm der Gera.

## Geschichte

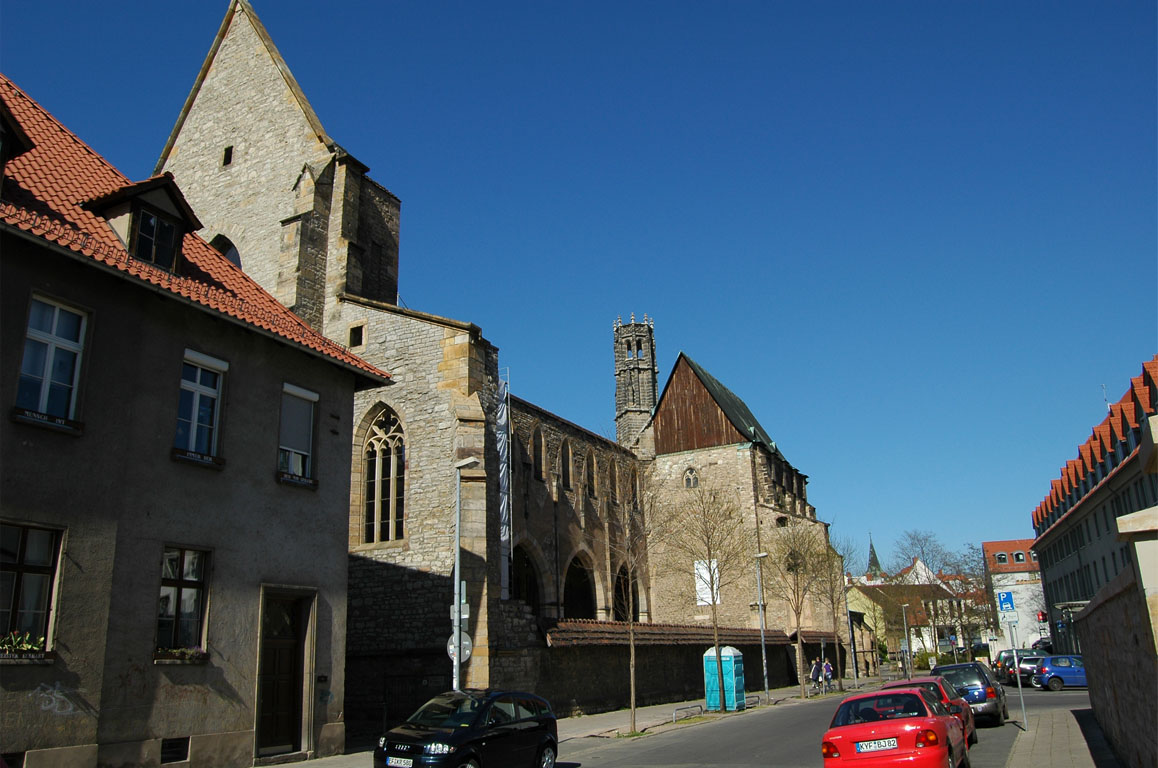
Barfüßerkirche in Erfurt, 2007

### Franziskanerkloster
Am 11. November 1224 ließen sich vor den Toren Erfurts als erster Bettelorden („Mendikanten“) die Brüder des 1210 gegründeten Franziskanerordens nieder. Der Orden breitete sich ab 1221 innerhalb eines Jahrzehnts im Reich bis zur Ostsee aus und bevorzugte für seine Klöster die Städte. Sie übernahmen in Erfurt zunächst die verlassene Kirche vom Heiligen Geist, die vorher zu einem Augustinerinnenkloster gehört hatte. Auf Veranlassung des Erzbischofs von Mainz begannen sie 1229/30 mit dem Bau einer Kirche und eines Klosters und widmeten sich wahrscheinlich der Krankenpflege. Sieben Jahre nach der Ankunft, 1231, bezogen sie Konventsgebäude an der Gera auf einem Grundstück, das sie vom erzbischöflichen Vicedominus von Apolda, Gunther, erhielten. Am 25. September 1259 wurde in dieser Kirche der Mainzer Erzbischof Gerhard I. beerdigt. Das Kloster wurde mehrfach von Bränden heimgesucht; 1463 erlagen zahlreiche Franziskaner der Pest. Der Erfurter Konvent wurde im Laufe des 13. Jahrhunderts zu einem der zentralen Orte der Ordensprovinz, in dem im Mittelalter die meisten Provinzkapitel der Saxonia stattfanden. Daraus ist zu schließen, dass die Gebäude eine gewisse Größe gehabt haben müssen.
Die Franziskaner gründeten wahrscheinlich bald eine Schule, seit Anfang der 1230er-Jahre bestand in Erfurt ein Studienhaus (studium custodiale, studium particulare) zur Ausbildung zunächst der jungen Brüder in der Kustodie Thüringen, einer Untergliederung der 1230 gegründeten Sächsischen Franziskanerprovinz (Saxonia), jedoch entwickelte sich das Studium bald sowohl hinsichtlich seines inhaltlichen Niveaus als auch seiner Größe. Der Lektor hatte einen socius zur Seite, ab 1371 ist ein zweiter Lektor nachgewiesen. Das Ordensstudium wurde 1392 mit den Ordensstudien der Augustiner-Eremiten und Dominikaner in die theologische Fakultät der neugegründeten Universität Erfurt integriert; ordensintern bekam Erfurt den Status eines Generalstudiums des Ordens, in das begabte Brüder auch aus zahlreichen anderen Provinzen des Ordens – 1467 aus insgesamt 14 Provinzen, darunter auch die Provinzen Argentina (Straßburg), Sicilia und Burgundia – zum Studium entsandt wurden. Für die Saxonia war Erfurt die Ausbildungsstätte der Führungskräfte; sechs der zwölf Provinzialminister bis 1517 hatten in Erfurt einen Doktorgrad erworben. Als erste Franziskaner immatrikulierten sich 1395 der Provinzialminister Johannes von Chemnitz und sein Nachfolger (ab 1396) Johannes von Minden, der ab 1400 auch als Magister regens, Leiter des franziskanischen Studienbetriebs, fungierte und einen Lehrstuhl an der Universität innehatte. Zum Lehrkörper der Universität gehörten in der Folgezeit fast durchgehend auch Franziskaner, die an der theologischen Fakultät eine Lehrrichtung ausbildeten, die an der Theologie der Franziskaner Bonaventura und Johannes Duns Scotus ausgerichtet war.
Die Franziskaner in Erfurt waren der franziskanischen Observanzbewegung gegenüber sehr zurückhaltend und gehörten daher seit 1518 zur Sächsischen Ordensprovinz vom hl. Johannes dem Täufer. Der Reformation widersetzten sie sich; der Guardian des Konvents, Conrad Clinge, war seit 1530 Erfurter Domprediger und verteidigte vehement den katholischen Glauben. Da keine neuen Brüder aufgenommen werden durften, starb das Kloster aus; es wurde 1594, nach dem Tod des letzten Franziskaners, aufgehoben, die Konventsgebäude wurden als Schule genutzt. Für eine kurze Zeit kamen ab 1628 noch einmal Minoriten aus Köln in die Klostergebäude, mussten jedoch bereits 1637 weichen, als die Schweden nach Erfurt zurückkamen.

### Kirchenbau
Nach dem Stadtbrand von 1291 wurde mit einem Neubau einer Klosterkirche begonnen, deren Chor 1316 geweiht wurde. Die Bautätigkeiten am Langhaus der dreischiffigen Pfeilerbasilika dauerten bis Anfang des 15. Jahrhunderts, der Turmbau war um 1400 beendet. Die hochgotische Kirche mit einem langen durchgehenden Satteldach gehörte zu den größten Kirchen der Stadt und war in den folgenden Jahrhunderten im Stadtbild ein markanter Punkt.
Das gestreckte  Langhaus unterscheidet sich von dem der benachbarten Predigerkirche dadurch, dass hier jeweils zwei querrechteckige Gewölbejoche über einen Arkadenbogen gesetzt waren. Der Chor der Barfüßerkirche aus der Zeit um 1300 ist länger als derjenige der Predigerkirche und zeigt in steil proportionierten Spitzbogenfenstern schlichtes Maßwerk. Im 15. Jahrhundert wurde auf der Nordseite des Chores ein schlanker, feingliedriger Turm hinzugefügt; auf der Südseite wurde eine niedrige Kapelle erbaut. In deren Gewölbe sind einige schildartige Gewölbeschlusssteine aus dem Langhaus eingebaut, die noch aus der Zeit um 1400 stammen. Der östliche Gewölbestrahl ruht auf einer figuralen Wandkonsole, die eine Hand und darüber einen kopfüber dargestellten Dämonenkopf zeigt.
Im Zuge der Reformation wurde das Gotteshaus im Jahr 1525 Gemeindekirche der evangelischen Barfüßergemeinde. Martin Luther predigte am 11. Oktober 1529 hier. Die Klostergebäude im Norden der Kirche wurden in der Schwedenzeit von 1641 bis 1648 abgetragen und zum Bau einer Bastion der Stadtbefestigung verwendet. Ein Blitzschlag im Jahr 1838 beschädigte das Langhaus und machte von 1842 bis 1852 eine umfangreiche Restaurierung notwendig. Danach diente die Barfüßerkirche als Erfurter evangelische Garnisonkirche. Seit dem 24. August 1874 erinnerten Namenstafeln an sämtliche Soldaten, die als Angehörige der Erfurter Regimenter in den Reichseinigungskriegen gefallen waren.
Um 1925 malte Lyonel Feininger mehrere Bilder der Barfüßerkirche, von denen eines im Angermuseum in Erfurt, ein weiteres in der Staatsgalerie Stuttgart aufbewahrt wird. Im Zuge von Erneuerungsarbeiten durch den Feininger-Schüler Theo Kellner 1938 in Verbindung mit Hermann Giesau und dem Erfurter Stadtrat Halfmann Chor-Verglasung von Charles Crodel, 1944 zerstört.
Im Zweiten Weltkrieg wurden ab 1943 das bewegliche und transportable Kunstgut der Kirche und die wertvollen Farbverglasungen von 1230/1240 durch Auslagerung gesichert. Die Glasfenster kamen in die Kellergewölbe unter der Domkrypta. Der Flügelaltar war durch Einhausung vor Ort notdürftig geschützt.
Am 27. November 1944, in der Nacht zum Totensonntag, wurden die Kirche, wie auch das benachbarte Wohngebiet und das Pfarrhaus, beim Angriff von mehreren britischen Mosquitobombern auf Erfurt, durch eine Luftmine getroffen. Das Langhaus wurde zerstört, der Hohe Chor schwer beschädigt. Die Aufräumungsarbeiten und die Bergung von wertvollen Architekturteilen erfolgten unter den schwierigen Kriegs- und Nachkriegsbedingungen. Das teilzerstörte Gestühl der Kirche wurde im Notwinter 1945 von der frierenden Bevölkerung verfeuert.
Im Jahr 1950 begann die Wiederherstellung des Chores. Zu Christi Himmelfahrt 1957 wurde in dem durch eine Wand vom zerstörten Kirchenschiff abgetrennten Raum erstmals wieder ein Gottesdienst gefeiert. Die Reste der Farbverglasungen von sechs Fenstern (1230/1240) waren auf kleinerer Fläche in das Maßwerk von drei Fenstern eingefügt worden. Der aus seiner Ummauerung befreite und restaurierte Hochaltar von 1445 wurde wieder in Funktion genommen. Die Reste des Langhauses konnten nur statisch-konstruktiv gesichert werden. 1953 hatte die Regierung der DDR 40.000 Mark für wichtige Erhaltungsarbeiten zur Verfügung gestellt.
Aufgrund sinkender Mitgliederzahl vereinigten sich 1977 in der Erfurter Innenstadt die Barfüßergemeinde sowie die Predigergemeinde, und die Kirche wurde an die Stadt übergeben. Nach weiteren Sanierungen des Chors wurde der Kirchenbau 1983 zur Außenstelle des Angermuseums für mittelalterliche Kunst. Seit 1989 erfolgen dringend notwendige weitere Sicherungsmaßnahmen. Die Stadt Erfurt erhielt im November 2011 aus Bundesmitteln die Summe von 100.000 Euro für Sanierungsarbeiten im Rahmen des Denkmalpflege-Programms „National wertvolle Kulturdenkmäler“. Insgesamt 1,3 Millionen Euro wurden bis 2015 für die statische und Steinsanierung sowie denkmalpflegerische Arbeiten ausgegeben.
Nach 1990 wurde eine Gedenktafel an der straßenzugewandten Außenmauer vor der Ruine aus der DDR-Zeit entfernt, die folgenden Satz enthalten hatte: AM 26.11.1944 DURCH ANGLO-AMERIKANISCHE BOMBER ZERSTÖRT. Seit etwa dem Jahr 2000 finden im Inneren der Kriegsruine Theateraufführungen statt, bevorzugt Lustspiele, wie der Sommernachtstraum von Shakespeare.
Im Jahr 2007 bildete sich eine Arbeitsgruppe „Barfüßerkirche“, die sich zum Ziel gesteckt hat, das Bewusstsein der Erfurter Bevölkerung für dieses Denkmal nationaler Bedeutung zu stärken und somit den Erhalt der Ruine langfristig zu sichern, beziehungsweise die Kirche eines Tages wieder aufgebaut zu haben. Im Jahr 2009 bildete sich aus der „Arbeitsgruppe Barfüßerkirche“ der „Initiativkreis Barfüßerkirche“ als eigenständiger Verein. Er besteht aus zwölf ehrenamtlich tätigen Mitgliedern.
Ende November 2012 brachte der „Initiativkreis Barfüßerkirche“ ein auf der Basis eines wiedergefundenen Gipsabdrucks neu gegossenes Bronzerelief Totentanz von Hans Walther (1947) an der Außenmauer vor der Ruine der Barfüßerkirche an, mit erklärender benachbarter Tafel: „Gestiftet von Kulturfreunden aus Deutschland“.
Geplant ist eine stärkere museale Nutzung der Kirche, unter Nutzung des Lutherjahres 2017. So soll die Geschichte der Bettelorden in Erfurt dargestellt werden.

## Ausstattung

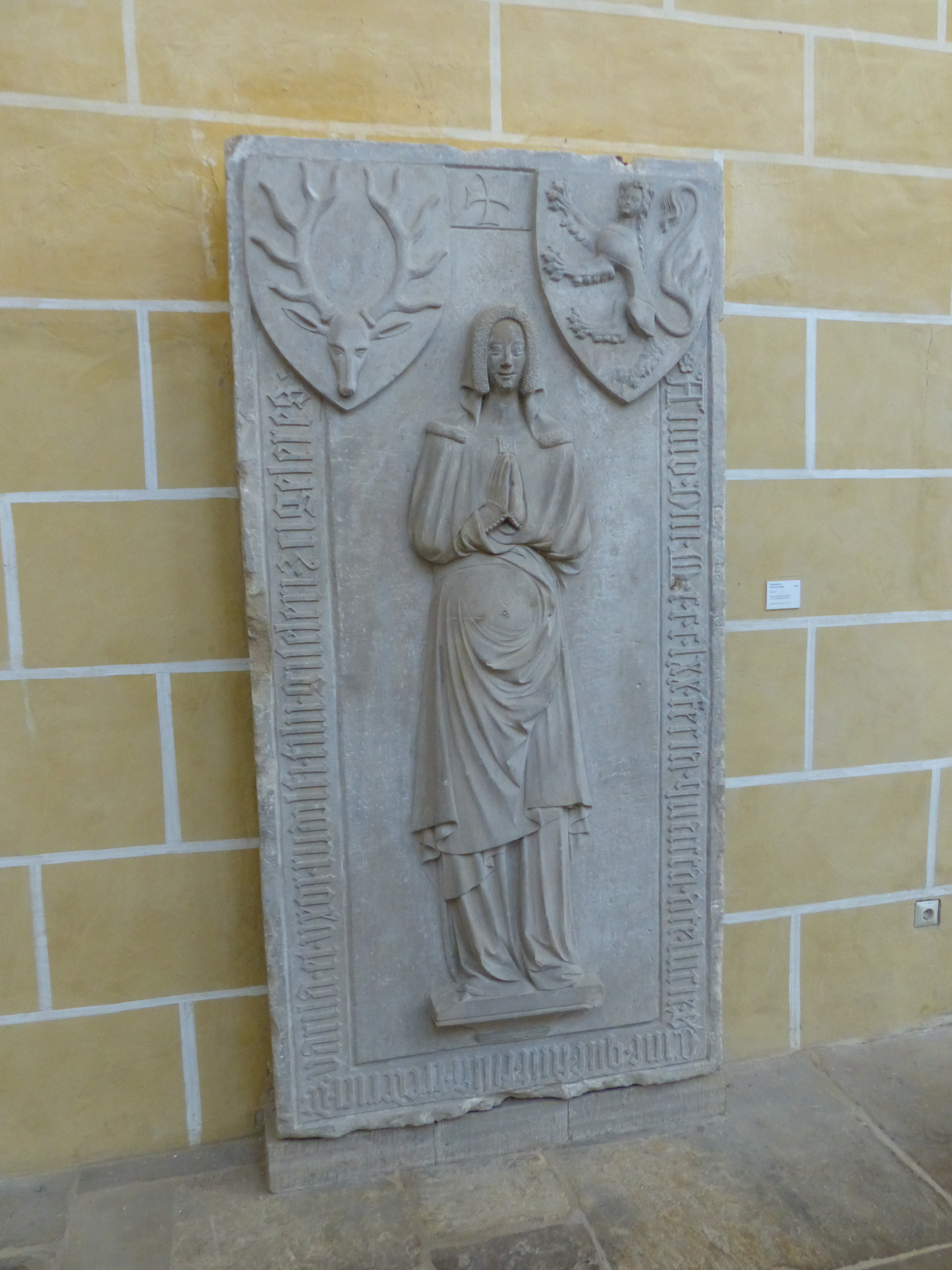
Grabstein der Cinna von Vargula

Der polygonale Chor besitzt dreizehn hohe Fenster, in denen teilweise farbige Glasscheiben eingebaut sind, die aus den Jahren 1230 bis 1240 stammen und schon im Franziskanerkloster vorhanden waren. Die kostbaren Scheiben zeigen Szenen aus der Passion Christi und dem Leben des Franz von Assisi. Diese Scheiben sind die ältesten erhaltenen Darstellungen des Franz von Assisi auf dem Gebiet des deutsch-römischen Reiches und deuten auf eine innige Beziehung zum Mutterkloster in Assisi hin.
Der fünfteilige Flügelaltar aus dem Jahr 1446 gehört zu den bedeutendsten Schnitzaltären Erfurts. Er wurde nach der Reformation aus der aufgegebenen Bartholomäuskirche in die Barfüßerkirche gebracht. Nach gravierender Umgestaltung 1829 wurde er nach 1945, soweit noch möglich, in den ursprünglichen Zustand zurückversetzt. Der Mittelschrein des gotischen Schnitzaltars zeigt in seiner zweiten Wandlung (voll geöffneter Zustand) im Zentrum die Marienkrönung durch Christus, umgeben von Szenen aus dem Leben Jesu: Geburt, Darstellung im Tempel, Auferstehung und Ausgießung des heiligen Geistes. Auf den Flügelinnenseiten waren jeweils acht stehende Heilige (vom Schnitzer-Meister Jakob aus Leipzig) in zwei Reihen übereinander aufgestellt. Auf originalen Rechnungen sind weiterhin aufgeführt: Schnitzer-Meister Hans von Schmalkalden, Malereien von Michael Wiespach, Vergoldungen von Meister Jakob, Punzierungen von Meister Matthias sowie ein Maler aus Göttingen. In der ersten Wandlung (halbgeöffnet) sind auf der Sonntagsseite je sechs männliche und sechs weibliche Heilige unter Baldachinen zu sehen. Die Außenseiten der Außenflügel zeigten auf der Werktagsseite vier gemalte Szenen, die leider nur sehr fragmentarisch erhalten sind.
Bemerkenswert sind auch die Grabsteine der Cinna von Vargula aus dem Jahr 1370 mit einer ausdrucksvollen stilisierten Porträtdarstellung der Verstorbenen und des Weihbischofs Albert von Beichlingen von 1371.

## Grablegung
- Wolfgang Ratke (auch Rachitius) (1571–1635), Pädagoge und Schulreformer

## Trivia
Im Jahre 2009 war die Kirche einer der Drehorte  des Märchenfilms Der Teufel mit den drei goldenen Haaren.